# Blanche-Neige et Rose-Rouge
Pour les articles homonymes, voir Blanche-Neige (homonymie).

Blanche-Neige et Rose-Rouge (en allemand : Schneeweißchen und Rosenrot) est un conte de fées allemand. Sa version la plus connue fait partie des contes de Grimm, où elle porte le numéro 161.
Une ancienne version, un peu plus courte, nommée « Le nain ingrat », a été écrite par Caroline Stahl et semble être la plus ancienne variante du récit. On n'en connaît aucune précédente version orale, bien que plusieurs aient été recueillies depuis sa publication. Stith Thompson indique qu'il s'agit là d'une élaboration littéraire, retravaillée par (Wilhelm) Grimm, et que le thème n'apparaît que dans une zone limitée d'Europe centrale.
Il ne doit pas être confondu avec le conte des frères Grimm Blanche-Neige (où le nom de l'héroïne s'écrit Schneewittchen en allemand), et qui est à l'origine du célèbre film de Walt Disney, Blanche-Neige et les Sept Nains. Le personnage est complètement différent et n'a rien en commun avec l'autre, si ce n'est de partager son nom.

## Histoire
Blanche-Neige et Rose-Rouge raconte l'histoire de deux jeunes filles vivant dans une petite maison avec leur mère, veuve et pauvre. Les deux sœurs sont de très bonnes petites filles et elles s'aiment tendrement. Leur mère les adore ; quant à leur personnalité, Rose-Rouge est très franche et joviale, aimant jouer dehors, tandis que sa sœur, Blanche-Neige, est plus calme et timide et préfère effectuer des travaux ménagers ou la lecture.
Une nuit d'hiver, on frappe à leur porte. Rose-Rouge ouvre la porte et voit un ours. Au début, elle est terrifiée, mais l'ours lui dit de ne pas avoir peur : « Je suis à moitié gelé et je tiens simplement à me réchauffer un peu chez vous », dit-il. Elles laissent l'ours entrer et il se couche devant le feu. Blanche-Neige et Rose-Rouge ôtent la neige qui recouvre l'ours, et deviennent rapidement très amicales avec lui. Elles jouent avec l'ours jusqu'à ce qu'il les avertisse de le laisser tranquille.
Elles laissent l'ours passer la nuit devant le feu et au matin, il part au trot dans la forêt. L'ours revient tous les soirs pendant le reste de l'hiver et la famille s'habitue à lui. Quand vient l'été, l'ours leur dit qu'il doit partir toute la saison afin de garder les trésors d'un nain méchant.

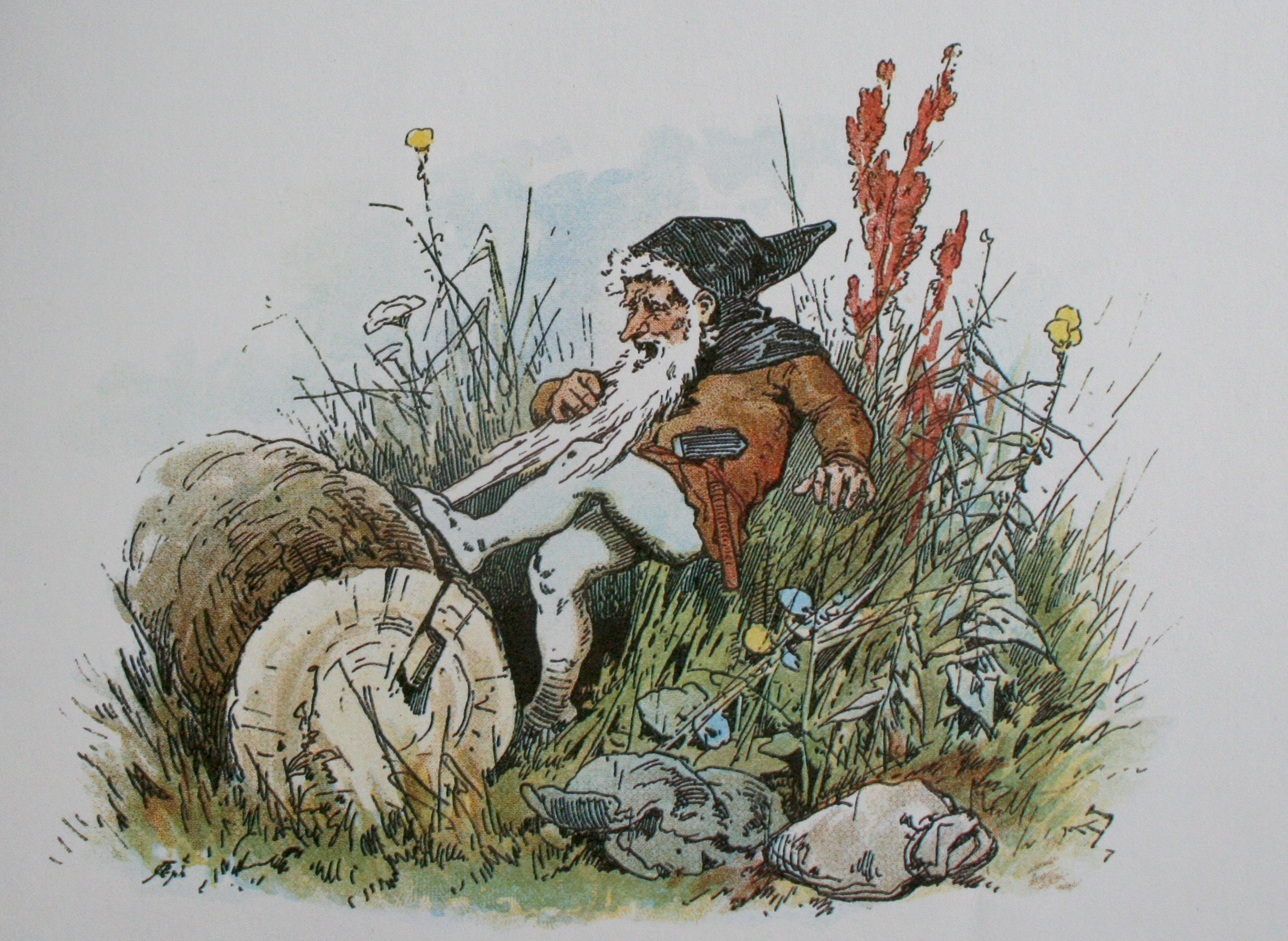
Maintenant, ma barbe est coincée et je ne peux plus bouger ! (illustration Alexander Zick)

Au cours de l'été, les filles se promènent dans la forêt lorsqu'elles trouvent un nain, dont la barbe est coincée dans un arbre. Elles lui portent secours en coupant sa barbe, mais le nain est ingrat, et hurle contre les filles parce qu'elles ont coupé sa belle barbe. Les filles rencontrent le nain à plusieurs reprises durant l'été, l'arrachent à plusieurs périls, et chaque fois, le nain se montre très ingrat.
Un jour, elles rencontrent le nain une fois de plus et cette fois, il est terrifié parce que l'ours est sur le point de le tuer. Le nain discute avec l'ours, le supplie de manger les filles plutôt que lui, mais l'ours ne s'en soucie pas et tue le nain d'un simple coup de patte. Puis l'ours se transforme en prince : le nain l'avait ensorcelé en lui volant son or et en le transformant en ours, mais la malédiction a été brisée par la mort du nain. Blanche-Neige se marie avec le prince et Rose-Rouge se marie avec son cousin.

## Analogies
Paul Sébillot a publié une version analogue (Blanche-Neige) dans ses Contes de Haute-Bretagne. Delarue et Tenèze notent que les deux versions françaises qu'ils mentionnent dérivent probablement de la version de Grimm.
Un des Contes du chat perché de Marcel Aymé, Le Loup, décrit aussi comment un animal sauvage est accueilli par deux petites filles qui s'enhardissent bientôt à jouer avec lui.

## Adaptations
- Un épisode de la série d'animation Simsala Grimm[5].
- Le roman Ronces Blanches et Roses Rouges de Laetitia Arnould (conte revisité paru chez Magic Mirror Editions).
- Le roman Cannelle et Gingembre d'Agathe Roméo (conte revisité paru chez Magic Mirror Editions).
- Le comics Fables, de Bill Willingham, suit la relation des sœurs Blanche Neige et Rose Rouge en revisitant et imaginant la suite de leur histoire.